# Léo Bergère
Léo Bergère (* 28. Juni 1996 in Le Pont-de-Beauvoisin) ist ein französischer Triathlet, zweifacher Teilnehmer der Olympischen Sommerspiele (2020, 2024), Weltmeister (2022) und Europameister Triathlon (2022).

## Werdegang
Léo Bergère kam als 15-Jähriger zum Triathlon.
Die Weltmeisterschafts-Rennserie 2018 beendete er auf dem 20. Rang und 2019 wurde er Neunter. 2019 wurde er in Hamburg im Französischen Team – zusammen mit Emilie Morier, Cassandre Beaugrand und Vincent Luis – auch Team-Weltmeister Sprint Triathlon.

### 3. Rang ITU-Weltmeisterschaft 2020 und 2021
Im September 2020 wurde Bergère in Hamburg Dritter bei der Weltmeisterschaft – die Rennserie der ITU war im Zuge der Coronavirus-Pandemie auf ein einziges, entscheidendes Rennen über die Sprintdistanz reduziert worden.
Der 25-Jährige belegte bei den Olympischen Sommerspielen 2020 im Juli 2021 den 21. Rang.
In der ITU World Championship Series 2021 belegte er wie im Vorjahr wieder den dritten Rang.
Im dritten WM-Rennen der Saison im kanadischen Montreal wurde der 25-Jährige im Juni Dritter und holte sich damit in der Weltmeisterschafts-Jahreswertung die Führung.

### ETU-Europameister Triathlon 2022
Im August 2022 konnte der 26-Jährige in München die Europameisterschaft auf der olympischen Distanz für sich entscheiden. Am Tag darauf konnte er auch das Rennen in der gemischten Staffel mit Emma Lombardi, Dorian Coninx und Cassandre Beaugrand für Frankreich entscheiden.

### ITU-Weltmeister Triathlon 2022
Im November wurde der 26-Jährige mit seinem Sieg im letzten Rennen der Saison 2022 (Grand Final) ITU-Weltmeister auf der Triathlon-Kurzdistanz.
Im April 2024 gewann der 27-Jährige in Spanien auf der Mitteldistanz mit der Erstaustragung des Ironman 70.3 Valencia sein drittes Ironman-70.3-Rennen.
Bei den Olympischen Sommerspielen in Paris belegte er im Juli den dritten Rang.
Im Oktober wurde Léo Bergère in Spanien nach Abschluss der Rennserie 2024 Vizeweltmeister auf der Triathlon-Kurzdistanz.
Im Dezember wurde er im neuseeländischen Taupō Dritter auf der Mitteldistanz bei der Ironman-70.3-Weltmeisterschaft.

## Sportliche Erfolge
| Datum/Jahr    | Rang | Wettbewerb                                         | Austragungsort | Zeit     | Bemerkung |
| ------------- | ---- | -------------------------------------------------- | -------------- | -------- | --- |
| 31. Mai 2025  | 3    | ITU World Championship Series 2025                 | Alghero        | 01:45:09 | |
| 17. Mai 2025  | 4    | ITU World Championship Series 2025                 | Yokohama       | 01:41:57 | |
| 20. Okt. 2024 | 2    | ITU World Championship Series 2024                 | Torremolinos   | 01:43:24 | Grand Final, Weltmeisterschaft Kurzdistanz (WTCS)                                                                 |
| 27. Sep. 2024 | 2    | ITU World Championship Series 2024                 | Weihai         | 01:49:07 | |
| 5. Aug. 2024  | 4    | Olympische Sommerspiele 2024, Mixed Relay          | Paris          | 01:26:47 | in der gemischten Staffel mit Pierre Le Corre, Emma Lombardi und Cassandre Beaugrand                              |
| 31. Juli 2024 | 3    | Olympische Sommerspiele 2024                       | Paris          | 01:43:43 | |
| 11. Mai 2024  | 4    | ITU World Championship Series 2024                 | Yokohama       | 01:42:26 | als bester Franzose                                                                                               |
| 23. Sep. 2023 | 4    | ITU World Championship Series 2023                 | Pontevedra     | 01:42:28 | Grand Final |
| 29. Juli 2023 | 2    | ITU World Championship Series 2023                 | Sunderland     | 00:54:06 | |
| 13. Mai 2023  | 5    | ITU World Championship Series 2023                 | Yokohama       | 01:42:26 | |
| 26. Nov. 2022 | 1    | ITU World Championship Series 2022                 | Abu Dhabi      | 01:44:14 | |
| 14. Aug. 2022 | 1    | ETU Triathlon European Championship Mixed Relay    | München        | 01:25:30 | Europameisterschaft; gemischte Staffel; mit Emma Lombardi, Dorian Coninx und Cassandre Beaugrand                  |
| 13. Aug. 2022 | 1    | ETU Triathlon European Championship                | München        | 01:41:09 | Europameisterschaft auf der olympischen Distanz                                                                   |
| 25. Juni 2022 | 3    | ITU World Championship Series 2022                 | Montreal       | 00:21:59 | |
| 11. Juni 2022 | 2    | ITU World Championship Series 2022                 | Leeds          | 00:53:28 | |
| 14. Mai 2022  | 3    | ITU World Championship Series 2022                 | Yokohama       | 01:43:59 | |
| 5. Nov. 2021  | 14   | ITU World Championship Series 2021                 | Abu Dhabi      | 00:53:25 | |
| 19. Sep. 2021 | 3    | ITU World Championship Series 2021                 | Hamburg        | 00:53:09 | |
| 21. Aug. 2021 | 3    | ITU World Championship Series 2021                 | Edmonton       | 01:44:15 | Grand Final |
| 13. Aug. 2021 | 3    | ITU World Championship Series 2021                 | Montreal       |          | |
| 26. Juli 2021 | 21   | Olympische Sommerspiele 2020                       | Tokio          | 01:47:20 | |
| 5. Sep. 2020  | 3    | ITU World Championship Series 2020                 | Hamburg        | 00:49:18 | Weltmeisterschaft                                                                                                 |
| 7. Juli 2019  | 1    | ITU Sprint Triathlon World Championship Mixed Team | Hamburg        | 01:20:18 | Weltmeister im Team – zusammen mit Emilie Morier, Cassandre Beaugrand und Vincent Luis                            |
| 13. Juni 2015 | 13   | Europaspiele 2015                                  | Baku           | 01:50:37 | |
| 7. Juni 2015  | 2    | FRA Triathlon National Championship Junior Men     | Le Mans        | 00:58:03 | Französischer Junioren-Vizestaatsmeister auf der Sprintdistanz                                                    |
| 28. Sep. 2014 | 12   | FRA Sprint Triathlon National Championships        | Nizza          | 00:54:53 | Staatsmeisterschaft Triathlon, Elite                                                                              |
| 1. Juni 2014  | 2    | FRA Triathlon National Championship Junior Men     | Châteauroux    | 01:00:09 | Französischer Junioren-Vizestaatsmeister auf der Sprintdistanz (750 m Schwimmen, 20 km Radfahren und 5 km Laufen) |

| Datum/Jahr    | Rang | Wettbewerb                       | Austragungsort | Zeit     | Bemerkung                                        |
| ------------- | ---- | -------------------------------- | -------------- | -------- | ------------------------------------------------ |
| 6. Apr. 2025  | 2    | T100 Singapur                    | Singapur       | 03:20:45 | 2 km Schwimmen, 80 km Radfahren und 18 km Laufen |
| 15. Dez. 2024 | 3    | Ironman 70.3 World Championships | Taupō          | 03:35:08 |                                                  |
| 21. Apr. 2024 | 1    | Ironman 70.3 Valencia            | Valencia       | 03:40:24 | Sieger der Erstaustragung                        |
| 1. Apr. 2023  | 1    | Ironman 70.3 California          | Oceanside      | 03:45:25 |                                                  |
| 19. März 2022 | 1    | Ironman 70.3 Lanzarote           | Lanzarote      | 03:55:44 |                                                  |
| 16. Apr. 2017 | 2    | Cannes International Triathlon   | Cannes         | 03:59:36 | hinter Sebastian Kienle                          |

(DNF – Did Not Finish)